# Bulmer Cavern
Die Bulmer Cavern ist Neuseelands längstes Höhlensystem, das über 74 Kilometer durch die Mount Owen-Region im Nordwesten der Südinsel verläuft. Das Höhlensystem gilt mit 755 Metern als dritttiefste Höhle Neuseelands.
In dem mit Kalkstein und Marmor durchzogenen Gebirgszügen nordwestlich von Nelson befinden sich in den Bergen der Takaka Hill, Mount Arthur und Mount Owen die tiefsten sowie die drei längsten Höhlensysteme Neuseelands.
Die Höhle wurde 1985 entdeckt. Noch im selben Jahr fand die erste Expedition in die höhergelegenen Abschnitte statt.